# Thienemannimyia berkanea
Thienemannimyia berkanea är en tvåvingeart som beskrevs av Herndon Glenn Dowling, Jr. 1987. Thienemannimyia berkanea ingår i släktet Thienemannimyia och familjen fjädermyggor.
Artens utbredningsområde är Marocko. Inga underarter finns listade i Catalogue of Life.